# Much (chaîne de télévision)
Much (anciennement et communément MuchMusic) est une chaîne de télévision canadienne spécialisée de catégorie A créée le 31 août 1984 à Toronto, en Ontario. Elle fait partie du groupe Bell Media depuis 2007.
Anciennement une chaîne musicale, elle diffusait essentiellement de la musique pop, rock et des émissions de jeunesse, mais également connue pour le gala iHeartRadio MuchMusic Video Awards et les compilations musicales MuchDance ou encore Big Shiny Tunes.

## Histoire

### Débuts et agrandisement (1984-2005)
CHUM Limited a reçu une licence de diffusion auprès du CRTC pour MuchMusic le 2 avril 1984, fondée par John Martin et Moses Znaimer. Elle entre en ondes le 31 août 1984 à 18 h dont le premier vidéoclip diffusé est de Rush intitulé The Enemy Within.
Chez Vidéotron, MuchMusic et TSN étaient distribués aux abonnés de la télévision payante Super Écran. En préparation d'un service équivalent en français, MuchMusic préparait des blocs de 30 minutes de vidéoclips pour la chaîne TVJQ. MusiquePlus a été lancé le 2 septembre 1986 et appartenait à 50 % à CHUM Limited et à 50 % à Radiomutuel. Durant les deux premières années, un bloc de programmation de quatre heures était enregistré dans les studios de MusiquePlus à Montréal, et un employé devait apporter la cassette aux studios de MuchMusic à Toronto tous les jours, qui était mise en ondes tous les jours à 20 h aux abonnés de Vidéotron à la position de MuchMusic. Les abonnés des câblodistributeurs recevant les signaux via satellite voyaient cette programmation à la position de TVJQ. CHUM s'associe avec Radio-Mutuel en 1987, et MusiquePlus obtient sa propre chaîne en septembre 1988.
À la fin des années 1990, CHUM Limited lance les chaînes Musimax (le 8 septembre 1997) et MuchMoreMusic (le 5 octobre 1998), ses deux station-sœurs étaient destinées à un auditoire adulte.
Au début des années 2000, CHUM Limited lance d'autres chaînes donc MuchLOUD, chaîne musicale spécialisée dans la musique rock, rock alternatif et heavy metal tandis que MuchVibe était spécialisée dans les genres R&B, soul, hip-hop et reggae le 7 septembre 2001 suivi de MuchMoreRetro en septembre 2003. L'année suivante, CHUM fait l'acquisition de Craig Media et de la chaîne MTV2 Canada qui deviendra PunchMuch.

### Achat par Bell Media (2006-présent)
En 2006, le groupe CTVglobemedia, devenu Bell Média, a l'intention d'acheter CHUM Limited (incluant MuchMusic), la transaction s'est effectuée le 22 juin 2007.
Le 11 avril 2007, ses chaînes francophones donc MusiquePlus et MusiMax passent à Astral Media, l'accord est finalisé le 30 juin 2007. Cette transaction marque l'indépendance de ces dernières à ses homologues anglophones.
Depuis l'acquisition de la chaîne, la programmation a commencé à être de moins en moins sous le terme musical et s'oriente vers les séries dramatiques et la téléréalité.

#### En tant que Much
Ce nom diminutif est à l'origine de sa programmation de moins en moins musicale, le 1er avril 2011, la chaîne adopte un nouveau logo sur lequel on ne voit que "Much", bien qu'elle se nomme encore MuchMusic. Le nouveau nom ne s'officialise qu'en 2013.
Le 1er juin 2011, la chaîne est disponible en haute définition.
En 2013, Much se départ des séries dramatiques qui sont transférées vers M3 (anciennement MuchMore) et MTV Canada pour se tourner vers les sitcoms et comédies afin de diluer la programmation de The Comedy Network,. La musique faisant toujours partie de sa programmation a été réduite et ne diffusant que Video On Tribal, The Wedge, Much Countdown, New.Music.Live., RapCity et des blocs de vidéoclips jusqu'à l'été 2014 où on annonce des compressions.
Pour marquer son 30e anniversaire, la chaîne diffuse deux spéciaux télévisuels donc 30 Years of Much et The 100 Greatest Videos Ever. Le 27 septembre 2014, Much Countdown revient en ondes avec un nouveau concept.
En 2016, Stingray Digital acquiert les chaînes MuchLoud, MuchRetro, MuchVibe et Juicebox.
En 2017, la programmation musicale diminue de nouveau, Much Countdown est supprimé et ne sont diffusés ainsi que des vidéoclips en semaine de 6 h à 13 h avec Playlist et Much Retro Lunch. Depuis le printemps 2020, la chaîne ne diffuse plus aucun contenu musical.
En 2021, Bell Média annonce un partenariat avec le réseau social TikTok. Le public jeune pourra découvrir de nouveaux et de nouvelles VJ, mais aussi des émissions musicales emblématiques de l'histoire de MuchMusic, comme Video on Trial, MuchMusic Spotlight et Intimate and Interactive, qui ont marqué leurs parents.

### Identité visuelle (logo)

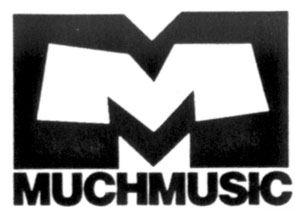
Logo de MuchMusic de 1993 à 1997
Logo de MuchMusic du 1er avril 2011 au 30 septembre 2013
Logo de Much depuis le 30 septembre 2013
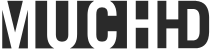
Logo de MuchMusic HD / Much HD depuis 2011

## Autre

### Controverses

#### Censuration & Too Much 4 Much
En matière de censuration de vidéoclips, MuchMusic a été jugé comme indulgent contrairement à MTV qui a souvent censuré des vidéoclips. Pourtant on a reproché aux deux réseaux d'avoir interdit de temps à autre des vidéoclips qu'ils jugeaient trop racés ou trop violents.
En 1991, une émission spéciale nommée A Question of Taste aborda le sujet sous forme d'un panel à la suite de la censure des vidéoclips Justify My Love de Madonna et Dis-Moi, Dis-Moi de Mitsou. L'année suivante, le spécial télévisuel revient en ondes cette fois pour le vidéoclip Erotica de Madonna.
Ces spéciaux télévisuels donneront naissance à la série mensuelle régulière Too Much 4 Much où on discute et argumente si oui ou non le vidéoclip en question devrait être interdit. L'émission fut en ondes de 1993 à 2003.

#### Autres
La récente controverse fut les nombreuses critiques qu'a dû subir MuchMusic ces dernières années au niveau des émissions à top 40, ce qui n'a aucun lien avec la musique. Également, on reproche à la chaîne de ne pas accorder de la visibilité aux interprètes canadiens soit petits ou indépendants.
En 2010, CTV Inc. fait une demande auprès du CRTC pour réduire sa programmation musicale de 50 à 25 pour cent pour se concentrer sur des émissions de type mode de vie. La demande rejetée car cette modification de la licence de MuchMusic va l'encontre de sa nature et la qualité.

### Record Guinness
En 2002, la chaîne s'inscrit dans le livre Record Guinness pour le record de la publicité télévisuelle la plus courte au monde. La publicité consistant une douzaine d'images d'un des VJ devant le logo et ne dépassant que 1/60 de seconde.

## Émissions

### Musicales
- Alternative Music Videos
- Born To Be
- Dance/Hip Hop/New/R&B Music Videos
- iHeartRadio MuchMusic Video Awards (Depuis 1990, diffusé le jour de la fête des pères.)
- Much Countdown
- My Date With…
- New.Music.Live.
- RapCity
- Today's Top 10
- trending
- Video On Trial
- The Wedge

### Séries américaines et canadiennes
- Awkward
- Death Valley
- Degrassi : La Nouvelle Génération
- Gossip Girl
- Hard Times (The Hard Times of RJ Berger)
- Hellcats (2010-2011)
- The Inbetweeners (version américaine)
- The L.A. Complex (2012)
- One Tree Hill
- Pretty Little Liars
- Punk'd
- Scare Tactics
- The Secret Circle (2011-2012)
- The Secret Life of the American Teenager (jusqu'en 2011)
- Silent Library
- South of Nowhere
- Teen Wolf
- Todd and the Book of Pure Evil
- Vampire Diaries
- Riverdale
- T@gged
- Viva La Bam
- Les Simpson

## Filiales

### Chaînes de télévision

#### Nationales
| Nom         | Entrée en ondes | Notes                                                                      |
| ----------- | --------------- | -------------------------------------------------------------------------- |
| MusiquePlus | 1986            | Acquisition par Astral Media en 2007. La chaîne ferme en 2019.             |
| Musimax     | 1997            | Acquisition par Astral Media en 2007. La chaîne devient Max fin août 2016. |
| M3          | 1998            | À l'origine MuchMoreMusic puis MuchMore. La chaîne ferme en 2016.          |
| MuchLOUD    | 2001            | Acquisition par Stingray Digital en 2016.                                  |
| MuchVibe    | 2001            | Acquisition par Stingray Digital en 2016.                                  |
| MuchRetro   | 2003            | Acquisition par Stingray Digital en 2016.                                  |
| PunchMuch   | 2004            | Acquisition par Stingray Digital en 2016.                                  |

#### Internationales
| Nom                     | Entrée en ondes | Notes |
| ----------------------- | --------------- | --- |
| MuchMusic Latin America | 1992            | À l'origine diffusé uniquement en Argentine, elle est aujourd'hui distribuée dans l'ensemble de l'Amérique latine.                             |
| MMUSA                   | 1994            | Chaîne diffusée aux États-Unis sous le nom MuchMusic USA puis MMUSA à partir de 2001. Elle devient Fuse sous l'entreprise Cablevision en 2003. |
| MuchMusic Espana        | vers 1998       | Chaîne diffusée en Espagne |
| MuchMusic Brasil        | 2000            | Chaîne diffusée au Brésil, elle connait des difficultés dû à la compétition avec MTV Brasil. La chaîne ferme ses portes en 2001.               |
| MuchMusic Malaysia      | 2000            | Chaîne diffusée en Malaisie |
| Much Arabyeah!          | 2006            | Chaîne diffusée au Moyen-Orient |
| Much Czech              | 2006            | Chaîne diffusée en République tchèque |

##### Bloc
En plus de posséder des divisions à l'international, Much est aussi diffusée en bloc sur de nombreuses chaînes à l'international.
| Pays      | Diffuseur              | Entrée en ondes | Notes                                           |
| --------- | ---------------------- | --------------- | ----------------------------------------------- |
| Finlande  | MTV3                   | 1995            | Nommé comme Jyrki & en opération jusqu'en 2001. |
| Singapour | RTV Broadcast Services | 2002            |                                                 |
| Indonésie | O Channel              |                 |                                                 |

### Autres

#### MuchFACT
MuchFACT donc le « FACT » signifie (Foundation to Assist Canadian Talent) est une fondation pour aider à financer des vidéoclips d'artistes canadiens. Fondé depuis la mise en ondes de MuchMusic en 1984 sous le nom de VideoFACT, en 1998, MuchMoreMusic fonde sa propre fondation nommée PromoFACT qui assiste à la création de dossiers de presse électroniques (Electronic Press Kit) et de productions de sites Web pour artistes canadiens, maisons de disques indépendantes et sociétés de gestion d'artistes.
Entre 2008 et 2009, la fondation connait des ennuis comme lors de la commission fédérale Wicks qui a révélé par un parti systémique contre plusieurs genres musicaux comme le hip-hop, le trip hop et le punk rock. Le rapport final contenant 28 recommandations n'a jamais été appliqué par le premier ministre Stephen Harper. L'année suivante, les activités de la fondation sont soumis à un examen public à la suite d'une lettre du patron du label Unfamili Records, Greg Ipp. Celui-ci se plaint de recevoir peu ou aucun fonds pour ses artistes, VideoFACT en désaccord avec Ipp rappelle que leur rôle est de soutenir les artistes nouveaux autant existants.
En 2009, MusiquePlus arrête de financer VideoFACT et finance désormais une fondation similaire nommée MaxFACT. La même année, VideoFACT devient MuchFACT.
En 2017, la fondation cesse ses activités car le CRTC avait autorisé à Bell Média d'arrêter de financer le programme ce qui a soulevé la colère chez les artistes. La raison de Bell Media est que financer elle-même MuchFACT est décrit comme « un vieux modèle » et que c'était aux plateformes streaming de financer à leurs tours.

#### Much Digital Studios
En 2015, Much lance le réseau multichaîne Much Digital Studios sur YouTube.
Le 7 mars 2017, la première de la série Dan for a Week produite par Bell Media a vu grimper son nombre d'abonnés à 6,4 millions.